# Sorzano
Sorzano ist ein Dorf und eine Gemeinde (municipio) mit 217 Einwohnern (Stand: 2024) im Nordosten der spanischen Autonomen Region La Rioja. Sie gehört zum Weinbaugebiet der Rioja Baja. 

## Lage und Klima
Sorzano liegt etwa 17 km (Fahrtstrecke) südsüdwestlich der Provinzhauptstadt Logroño in einer Höhe von ca. 720 m. Das Klima ist gemäßigt bis warm; Regen (ca. 843 mm/Jahr) fällt überwiegend im Winterhalbjahr.

## Bevölkerungsentwicklung
| Jahr      | 1970 | 1981 | 1991 | 2001 | 2011 | 2021 |
| Einwohner | 362  | 305  | 273  | 208  | 241  | 230  |

## Wirtschaft
In früheren Jahrhunderten lebten viele Einwohner des Ortes weitgehend als Selbstversorger direkt oder indirekt (als Handwerker und Gewerbetreibende) von der in der Umgebung betriebenen Landwirtschaft. 

## Sehenswürdigkeiten

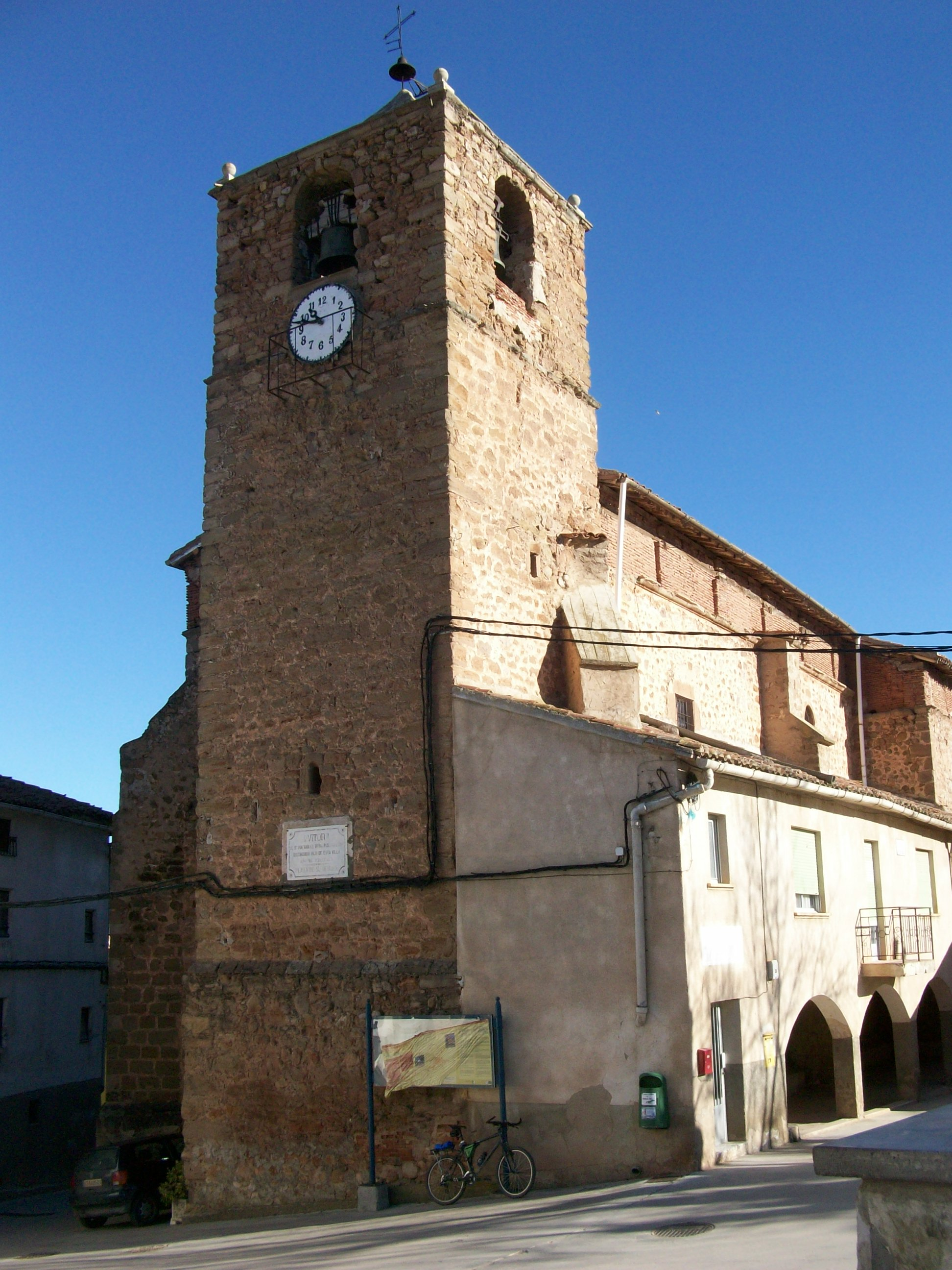
Martinskirche
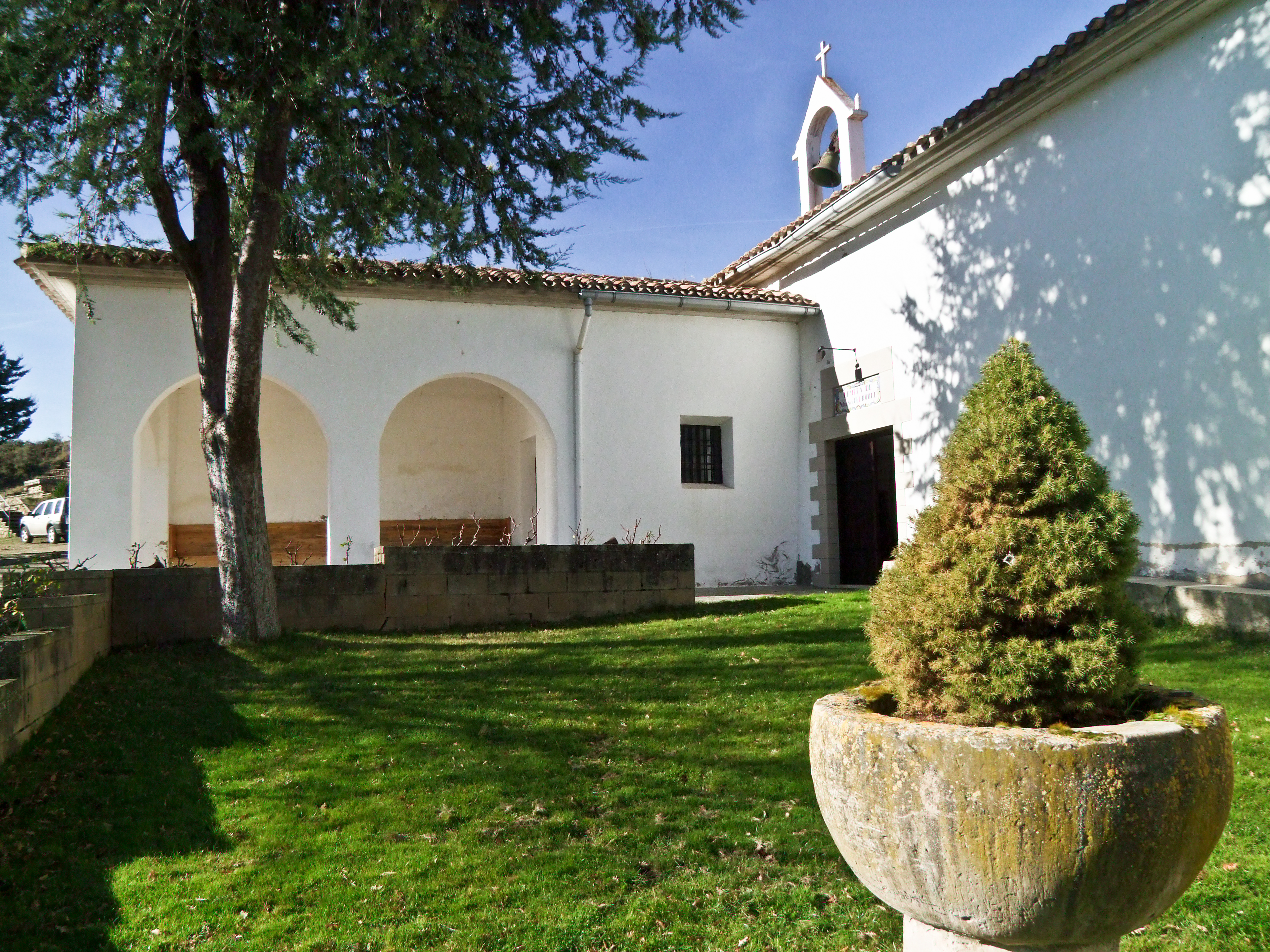
Marienkapelle

- Martinskirche
- Marienkapelle